# 陳雨菲
陳 雨菲（ちん・うひ、チェン ユーフェイ、簡体字:陈雨菲、ラテン翻記:Chen Yufei、1998年3月1日 - ）は、中華人民共和国のバドミントン選手である。2020東京オリンピック金メダル獲得。

## 経歴
2016年にアジアユースU19バドミントン選手権大会シングルスと世界ジュニアバドミントン選手権大会シングルスで優勝した。
同年11月から12月のマカオ・オープンでは、1回戦から決勝までの5試合で一度もシード選手と当たることなく勝利し、BWFグランプリ大会初優勝を果たした。
2017年にイギリスのグラスゴーで行われた2017年世界バドミントン選手権大会では、3回戦で第1シードの山口茜を倒すなどし、準決勝ではシンドゥ・プサルラに敗れたものの銅メダルを獲得した。
2018年、福州中国オープンを制してBWFワールドツアー初勝利
2019年、全英オープン優勝、世界選手権バーゼル大会で2大会連続3位、BWFワールドツアーファイナル優勝などを達成し、12月17日付で初めて世界ランク1位に到達した。